# Шведская стенка
Шве́дская сте́нка (гимнастическая стенка, рибстуль швед. ribbstol) — вертикальная лестница в виде двух стоек со множеством перекладин. Используется для занятий гимнастикой, в том числе лечебной.
На гимнастическую стенку можно навесить множество дополнительных спортивных снарядов: турник, брусья, скамью для пресса, навес для пресса, гиперэкстензию навесную. Для детей это могут быть канат, верёвочная лестница, качели, кольца, трапеция.

## История
Использование лестниц для физических тренировок началось, безусловно, в военных формированиях, поскольку они проводят физические тренировки, а свидетельства о наличии лестниц (штурмовых) имеются со времен V династии Древнего Египта. Конкретные письменные свидетельства появляются в Средневековье: известны мемуары французского рыцаря XIV века Жана II ле Менгра (Бусико), который регулярно проводил тренировки, прислоняя лестницу к дереву и поднимаясь по её нижней стороне на руках, находясь при этом в полном доспехе.
В применении к физической культуре подобные гимнастической стенке снаряды и упражнения с их использованием описывались в 1793 году немецким педагогом Иоганном Гутс-Мутсом в труде «Гимнастика для молодёжи» (нем. Gymnastik für die Jugend).
В начале XIX века шведский врач и преподаватель Пер Хенрик Линг (1776—1839), на основе физической культуры древнего и средневекового Китая, разработал систему гимнастики. Известно, что он был знаком со шведским изданием книги «Гимнастика для молодёжи», а опыты Гутс-Мутса и Песталоцци побудили Пера Линга классифицировать физические упражнения на основе биологических знаний. Его сын Яльмар Линг (1820—1886) с учениками Линга разработал и внедрил в гимнастику использование различных гимнастических снарядов: гимнастическую стенку, бревно, скамью с седлом и прыжковый трамплин. Примерно со второй половины XIX века гимнастика Линга и используемые в ней снаряды распространились в скандинавских и во всех других странах, где было введено физическое воспитание.
В самой Швеции стенку называют ribbstol («рибстул»), что означает «рама с перекладинами».

## Конструкция
В зависимости от назначения и места размещения высота стоек шведской стенки находится в пределах 1800—3200 мм. Классическим материалом для изготовления гимнастических стенок является дерево. Перекладины изготавливают из твёрдых пород дерева (берёзы, бука, клёна, дуба) и фанеры. Самая верхняя перекладина может быть вынесена несколько вперёд от стены для удобства виса. Сечение перекладин — круглое или овальное.
Примерные и обязательные размеры конструкции, требования безопасности согласно ГОСТ Р 56435-2015:
- Высота стоек — 2600 мм
- Размеры стойки — ширина — 140 мм, толщина — не менее 33 мм
- Расстояние между двумя соседними стойками — не менее 800 мм
- Высота самой верхней перекладины — не более 3000 мм над уровнем пола
- Расстояние между осями перекладин — 140 мм
- Размеры поперечного сечения перекладин — в круглом сечении 28—41 мм, в овальном сечении — не более 51 мм
- Перекладины должны быть жёстко закреплены, не прокручиваться вокруг своей оси
- Не допускается использование в конструкции стенки гвоздей и шурупов (острые предметы — риск травматизма)
- Перекладины можно располагать как по прямой (центры отверстий крепления перекладин в стойках располагаются на прямой линии), так и по дуге. Это способствует хорошему растяжению позвоночника при «висе» спиной. Радиус дуги зависит от ширины плах, используемых для изготовления стоек

## Установка
Гимнастическая стенка должна быть прочно закреплена к стене, полу или потолку (крепление враспор). Оси перекладин должны находиться на расстоянии не менее 105 мм от опорной стены.
Односекционная деревянная шведская стенка высотой до 2,6 м крепится к несущей стене при помощи 4 металлических уголков, соединяемых со стойками на расстоянии примерно 30 см от их верхнего и нижнего конца. Для стенки выше 2,6 м дополнительно требуется ещё 2 уголка, располагаемых посередине стоек. Уголки устанавливают с наружных боковых сторон стенки для минимизации травмирования об элементы крепежа.

## Домашние шведские стенки
Социальные тенденции на постсоветском пространстве 1990-х годов привели к потребности в организации конструкций для физического развития и реализации двигательной активности детей и подростков, установленных внутри квартир. Это привело к распространению домашних спортивных комплексов, а 2000-х и 2010-х годах - их более компактных вариантов в виде металлических шведских стенок. Хотя первые подобные конструкции были известны еще в СССР, пионером в их конструировании и производстве считаются Григорий Васильев и основанный им завод Romana. Такие шведские стенки предназначены не только для выполнения гимнастических упражнений, но и для развития общей двигательной активности детей, поэтому отличаются от архетипичных деревянных и имеют следующие усовершенствования:
- Все конструктивные элементы выполнены из металла, имеют двухкратный запас прочности и покрыты пластиковым покрытием. Это придает им большую долговечность и безопасность для ребенка;
- Конструкция сборно-разборная, не требует индивидуального изготовления или подгонки;
- Перекладины расставлены реже и, как правило, обливаются под давлением мягким пластиком со специальным рельефом, который оказывает массажный эффект на ладони и подошвы детей;
- Существуют варианты с креплением враспор между полом и потолком (более простые в установке), а в случае использования натяжных потолков - с креплением в стену при помощи анкеров или дюбелей;
- Шведские стенки не имеют острых или выступающих деталей, а крепежные детали закрыты специальными колпачками и заглушками;
- Турник крепится к лестнице при помощи специальных креплений, которые позволяют менять высоту турника в зависимости от роста ребенка;
- Шведская стенка имеет большое количество навесных снарядов (брусья, стойки для штанги, канат, веревочная лестница, кольца, качели, тарзанка, подвес, гамак и так далее);
- Популярные первоначально яркие детские цвета со временем уступили место более спокойным, адаптированным под дизайн детской комнаты;
- Добросовестные производители сертифицируют шведские стенки по ГОСТ EN 71-8 "Игрушки для активного отдыха для домашнего использования. Требования безопасности", который вводит многочисленные требования к конструкции для предотвращения травмирования ребенка.